# Zaynulla Rasulev
Zaynulla Rasulev (Zaynulla bin Khabibulla bin Rasūl; în bașchiră Зәйнулла Рәсүлев, în rusă Зайнулла́ Расу́лев, n. 25 martie 1833, Sharipovo⁠(d), Tungatarovsky selsoviet⁠(d), RSFS Rusă, URSS – d. 2 februarie 1917, Troițk, Gubernia Orenburg⁠(d), Imperiul Rus) a fost un lider religios bașchir din a doua jumătate a secolului al XIX-lea și începutul secolului al XX-lea. El este cunoscut ca unul dintre cei mai importanți reprezentanți ai jadidismului și ca organizator al uneia dintre primele medrese jadidi.

## Biografie
Născut în 1833 în satul Șarip din provincia Verheuralsk, gubernia Orenburg (în prezent în raionul Ucealinski, Republica Bașkortostan, Rusia) în familia mullahului comunității islamice locale. A învățat la medresa din satul său natal, apoi la medresa din Troițk. După încheierea studiilor a devenit cleric musulman. Începând din 1858 a servit ca imam khatib în satul Iuldaș (în prezent în raionul Ucealinski, Bașkortostan).
În timpul anilor de studii Zaynulla a devenit interesat de sufism. În 1859 s-a alăturat ordinului Sufi al lui Naqshbandi. A fost instruit personal de șeicul Ahmed Ziyaüddin Gümüșhanevi din Istanbul în perioada 1869-1870, de la care a primit Ijazahul sau autorizația de a preda doctrina sufistă a lui Naqshbandi. A efectuat un hajj (pelerinaj la Mecca). După ce s-a întors în Bașkortostan a introdus câteva inovații în practicile sufiste locale: cântarea zikrelor cu voce tare, respectarea Mawlidului (ziua de naștere a profetului islamic Muhammad), purtarea mărgelelor de rugăciune etc.
A fost persecutat pentru predicarea sufismului: mullahii conservatori locali și credincioșii care păstrau linia oficială a islamului l-au acuzat că a răspândit erezii și că a subminat activitatea autorităților publice. În urma denunțului scris trimis de ei, Zaynulla Rasulev a fost arestat și trimis în exil. A trăit în exil succesiv la Zlatoust (opt luni), Nikolsk, oblastul Vologda (1873-1876) și Kostroma (1876-1881).
În 1881 s-a întors din exil și și-a reluat activitatea ca lider religios în satul Aqquzha din Bașkortostan. A efectuat un al doilea hajj (pelerinaj la Mecca). Începând din 1884 Rasulev a ocupat postul de imam al moscheii din Troițk. Ulterior a fondat medresa Rasuliya, una dintre primele instituții de învățământ jadidi din zona Munților Ural. A avut numeroși ucenici și adepți și a devenit unul dintre cei mai influenți lideri musulmani din Rusia.
Zaynulla Rasulev a decedat în 2 februarie 1917 și a fost îngropat în vechiul cimitir musulman din Troițk.
Numeroase legende circulă în tradiția orală bașchiră cu privire la minunile și vindecările efectuate de Zaynulla Rasulev.
Fiul său, Gabdurakhman Rasulev, a devenit, de asemenea, un lider religios al bașchirilor.

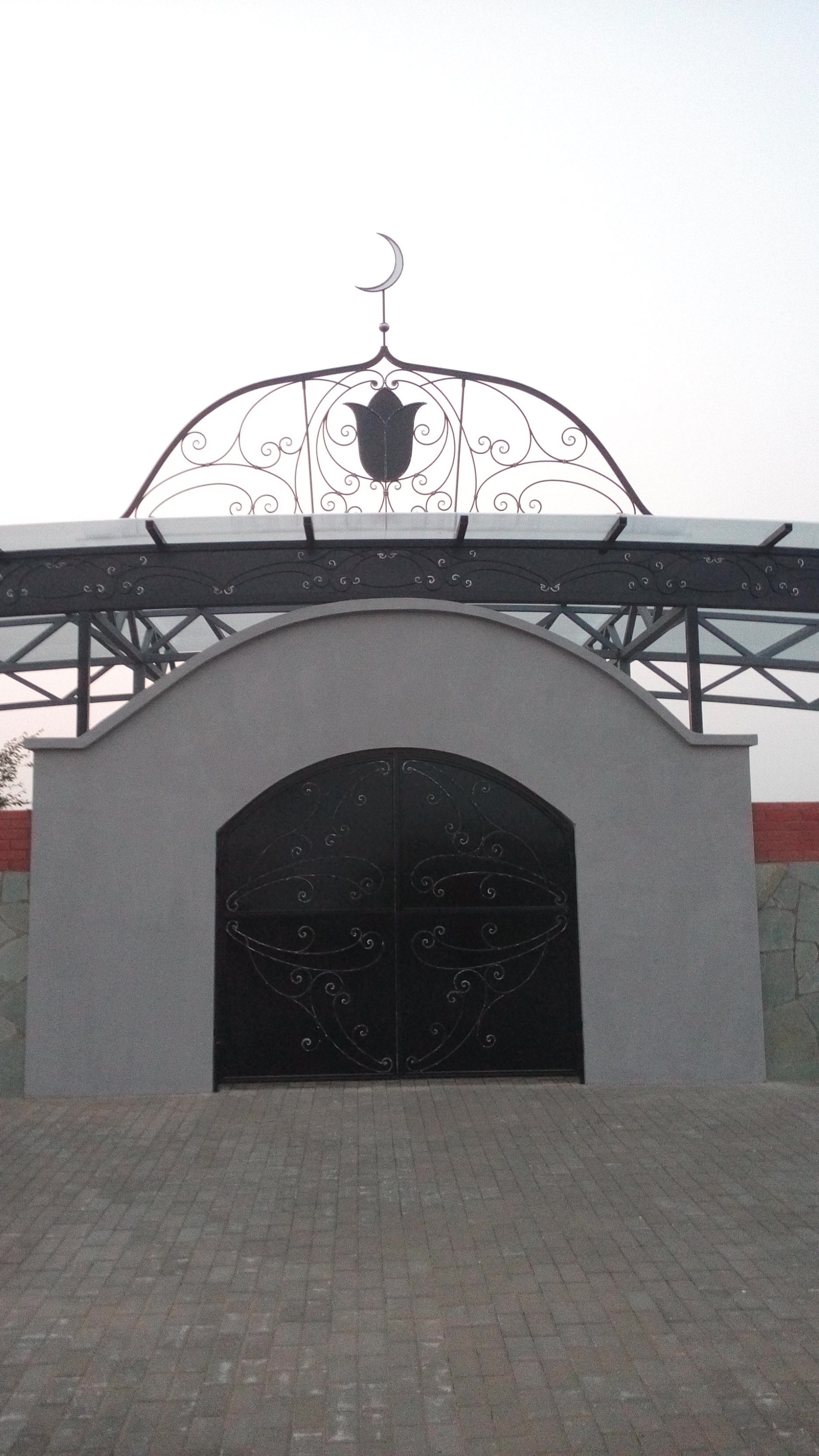
Intrarea în mormântul lui Zaynulla Rasulev

## Cinstirea memoriei sale

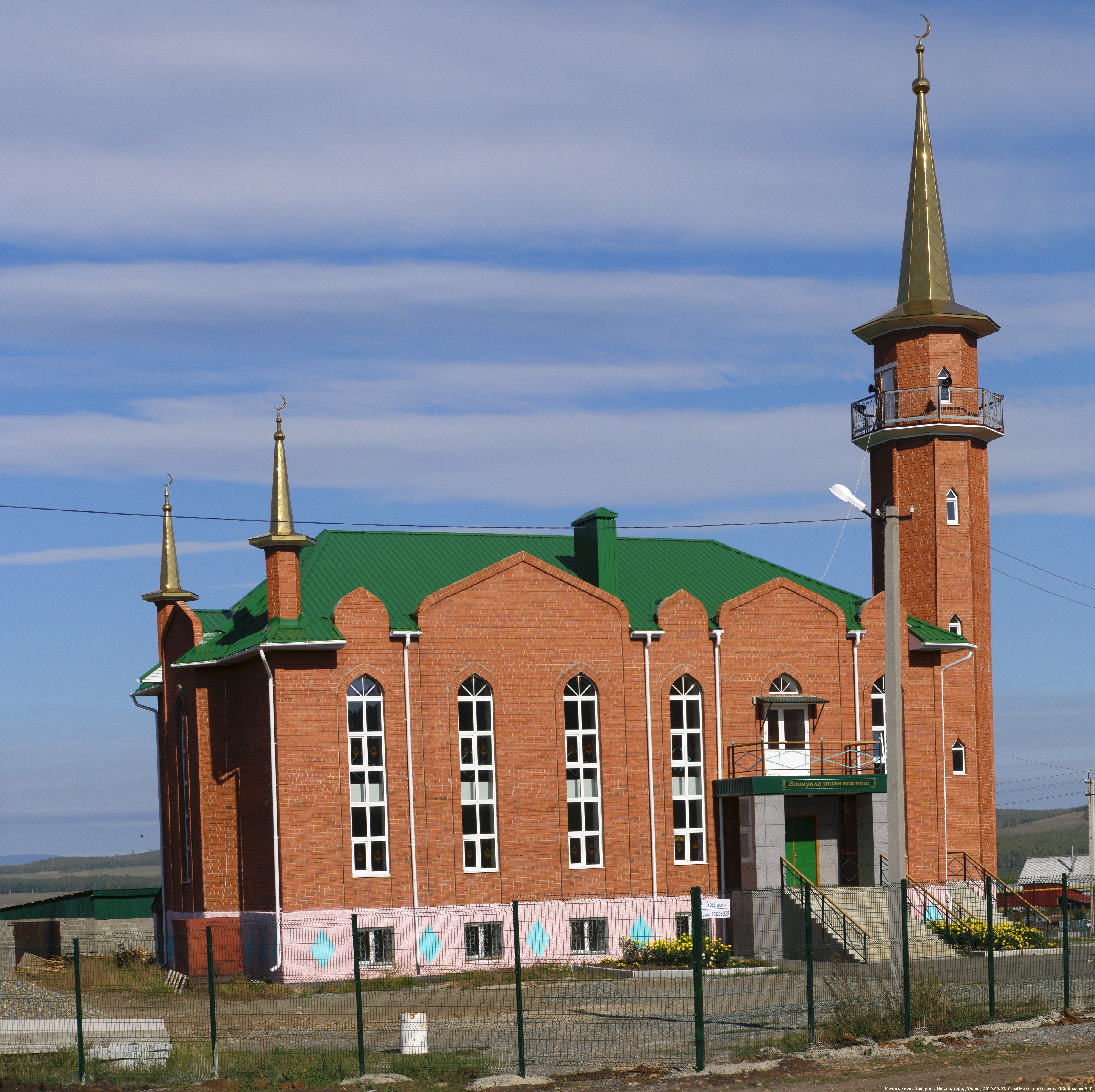
Moscheea Zaynulla-Ishan din orașul Ucealî, Bașkortostan

- În 2008 o stradă din orașul Ufa, Rusia a fost denumită Zanulla Rasulev.[4]
- În 2009 a fost inaugurată în orașul Ucealî din Bașkortostan o moschee numită Zaynulla-Ishan.[5]

## Legături externe
- ru  Yunusova Aysylu. Islam in Bashkortostan Moscow, 2007.
- ru  Encyclopedia entry in Encyclopedia Bashkortostan Arhivat în 2 septembrie 2007, la Wayback Machine.

## Vezi și
- Listă de bașchiri